# Carex wutuensis
Carex wutuensis är en halvgräsart som beskrevs av Kun Tsun Fu. Carex wutuensis ingår i släktet starrar, och familjen halvgräs. Inga underarter finns listade i Catalogue of Life.